# Советско-французский пакт о ненападении

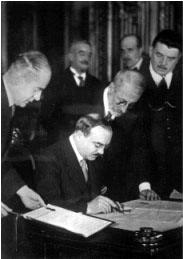
Полпред СССР во Франции В. С. Довгалевский подписывает пакт о ненападении

Сове́тско-францу́зский пакт о ненападе́нии — договор, заключённый 29 ноября 1932 года между Советским Союзом и Францией. Договору предшествовали длительные переговоры, которые начались ещё в 1928 году.

## Предпосылки
Весной 1931 года франко-советские отношения, переживавшие кризис с осени 1930 года, были реанимированы. 20 апреля 1931 года Кэ д’Орсэ предложил НКИД заключить обеим странам пакт о ненападении и торговый договор. Москва приветствовала эти предложения и 10 августа 1931 года СССР и Франция парафировали договор о ненападении. Неожиданно в сентябре 1931 года Елисейский дворец потребовал, чтобы советско-французскому пакту о ненападении сопутствовал договор о ненападении между СССР и Польшей. В январе 1932 года Париж добавил, что предварительное подписание аналогичного соглашения между Москвой и Бухарестом стало обязательным для заключения франко-советского договора о ненападении.
Маловероятность скорого подписания советско-французского пакта о ненападении стала очевидной весной 1932 года, когда глава правительства Франции Андре Тардье анонсировал идею сближения пяти дунайских стран (Австрии, Венгрии, Чехословакии, Румынии и Югославии). Этот шаг вызвал критику в Москве. Несмотря на то, что дунайский проект Тардье позиционировался как антигерманская инициатива, советские дипломаты подозревали, что появление дунайской федерации представляло военную угрозу и для СССР.
В мае 1932 года Политбюро ЦК ВКП (б) инструктировало исследование проблематики войны центрально-европейских государств против СССР и роли Франции. Однако проект Тардье был не реализован из-за противостояния Германии и Италии.
С уходом Тардье в отставку и формированием 3 июня 1932 года правительства Эдуарда Эррио, советско-французские контакты вернули динамичный характер. Это было облегчено тем, что 25 июля 1932 год Москва подписала договор о ненападении с Варшавой. В августе 1932 года был заключен крупный контракт о поставках во Францию советской нефти и Эррио заявил полпреду СССР в Париже Довгалевскому, что не хочет подчинять советско-французский пакт советско-румынскому.

## Договор
В итоге франко-советский пакт о ненападении был подписан 29 ноября 1932 года.
В 1-й статье договора указывалось, что стороны взаимно обязываются не прибегать (отдельно или совместно с другими государствами) ни к войне, ни к нападению друг на друга, а также уважать неприкосновенность территории другого участника договора.
Статья 2 содержала обязательство сторон соблюдать нейтралитет и не оказывать помощи и поддержки агрессору или агрессорам, если одна из сторон подвергнется нападению.
В статье 3 каждая из сторон заявляла, что «она не связана никаким соглашением, налагающим на неё обязательство участвовать в нападении, предпринятом третьим государством».
По статье 4 стороны обязывались «не участвовать ни в каком международном соглашении, которое имело бы практическим последствием запрещение покупки у другой Стороны, или продажи ей товаров, или предоставление ей кредитов, и не принимать никакой меры, которая имела бы последствием исключение другой Стороны из всякого участия в её внешней торговле».

В статье 5 содержалось взаимное обязательство о невмешательстве во внутренние дела друг друга, в частности о воздержании «от всякого действия, клонящегося к возбуждению или поощрению какой-либо агитации, пропаганды или попытки интервенции» и т. д.
Похожие договоры в 1932 году были заключены Советским Союзом с Финляндией, Латвией и Эстонией.